# Landis+Gyr
 (juin 2023).
Si vous disposez d'ouvrages ou d'articles de référence ou si vous connaissez des sites web de qualité traitant du thème abordé ici, merci de compléter l'article en donnant les références utiles à sa vérifiabilité et en les liant à la section « Notes et références ».
Pour les articles homonymes, voir Landis et Gyr.
Landis+Gyr (The Bayard Group jusqu'au début de 2008) est un conglomérat spécialisé dans les appareils de mesure et autres technologies de gestion des ressources. L’entreprise est cotée à la SIX Swiss Exchange depuis le 21 juillet 2017 (Symbole de valeur : LAND), son siège social est à Cham en Suisse. Elle dispose de filiales dans plus de 30 pays sur six continents.
Landis+Gyr est parmi les leaders mondiaux dans le domaine du comptage intelligent. Ses compteurs et solutions permettent aux distributeurs d'énergie et aux clients finaux d'améliorer leur efficacité énergétique afin de contribuer à une utilisation durable des ressources. En 2024, elle a eu des revenus de 1,73 milliard USD.

## Histoire
L'entreprise a été fondée par Richard Theiler et Adelrich Gyr, qui ont créé l'institut électrotechnique Theiler & Co. à Zoug en 1896 pour la production de compteurs d'électricité, d'inductances téléphoniques et de phonographes. En 1904, Richard Theiler se retire de l'entreprise. L'ingénieur Heinrich Landis reprend alors l'entreprise, que Karl Heinrich Gyr rejoint en tant qu'associé. En conséquence directe, l'entreprise, qui comptait 55 employés à l'époque, a d'abord été rebaptisée Heinrich Landis, auparavant Theiler & Co et en 1905 Landis & Gyr.
Avec l'industrie électrique en fort développement et la demande croissante de compteurs électriques, l'entreprise a connu une forte croissance au cours des années suivantes. Cela a conduit à l'expansion dans d'autres pays européens et à l'établissement de bureaux de vente et d'entreprises de fabrication en Allemagne, en Autriche, en France et en Russie. Landis & Gyr a été transformée en société anonyme en 1914, avec plus de 6,000 employés aujourd'hui.
Après la fin de la Première Guerre mondiale, l'entreprise s'est développée à l'étranger et a ouvert des succursales aux États-Unis et en Australie. En conséquence, la croissance à l'international a également été tirée par des rachats. En 1924, Landis & Gyr employait 1 100 personnes à son siège de Zoug. À partir des années 1930, la production a été étendue pour inclure d'autres produits technologiques de télémétrie et de télécontrôle. La création d'un laboratoire d'ingénierie thermique en 1940 a jeté les bases de ce qui deviendra plus tard la division Building Control, connue sous le nom de Siemens Building Technology depuis 1998.
En 1956, Andreas Brunner et Gottfried Straub ont repris la direction de l'entreprise de leur beau-père, Karl Heinrich Gyr. Ils réorganisent le financement et la comptabilité, étendent les activités et ouvrent la société aux actionnaires publics. Le chiffre d'affaires annuel de l'entreprise, désormais cotée à la Bourse de Zurich, atteint désormais 80 millions de francs. Le nombre d'employés était de 7 800 et est passé à 15 500 dans le monde en 1976, dont plus de 5 000 à Zoug. Le chiffre d'affaires atteint un nouveau record de 900 millions de francs. C'est aussi grâce à l'acquisition de Duncan Electronics aux USA, société spécialisée dans le développement et la fabrication de compteurs électriques pour le marché américain.
À partir du milieu des années 1970, mais surtout après la démission d'Andreas Brunner et de Gottfried Straub en 1984, les difficultés économiques rendent inévitables les mesures de restructuration et de redimensionnement. [2] En 1987, les héritiers de Karl Heinrich Gyr ont finalement vendu leurs parts à l'industriel suisse Stephan Schmidheiny , qui a vendu sa participation majoritaire en 1995 au suisse Elektrowatt AG. L'année du centenaire de l'entreprise, Landis & Gyr a été intégrée à Elektrowatt AG. La cotation en bourse a été supprimée et la société a perdu son indépendance. [3]
En 1995, l'entreprise a réalisé un chiffre d'affaires de CHF 2,9 milliards avec 15 000 employés dans le monde. En plus des activités de compteurs et de la technique du bâtiment pour les bâtiments commerciaux et résidentiels, Landis & Gyr, via sa filiale SODECO à Genève, était le seul fournisseur dans le segment des entreprises de téléphonie publique dont les produits pouvaient être utilisés avec des pièces et diverses technologies de cartes. [4] [5] Une autre innovation qui est utilisée aujourd'hui pour de nombreux documents officiels et billets de banque - y compris l'euro - est le Kinegram, un élément de sécurité optique. Les deux activités ont été vendues peu de temps avant que les activités industrielles d'Elektrowatt ne soient reprises par Siemens AG. Les archives d'entreprise de Landis & Gyr (1896–1998) se trouvent dans les archives d'histoire contemporaine de l'ETH Zurich. [6] [7]
En 1998, Siemens AG a racheté les activités industrielles d'Elektrowatt AG et donc aussi l'activité compteurs gérée sous le nom de Landis & Gyr Utilities. Le nouveau propriétaire a fusionné sa propre entreprise de comptage avec Landis & Gyr pour former Siemens Metering AG . Elle employait environ 6 500 personnes et possédait 24 usines dans le monde. Les difficultés économiques ont nécessité d'importantes mesures de restructuration dans les années qui ont suivi. En conséquence, diverses usines ont été fermées et les effectifs ont été réduits à moins de 4 000.
En 2002, Siemens AG a décidé de se retirer du secteur des compteurs et a vendu la société, désormais commercialisée sous le nom de Landis + Gyr , à la société de capital-investissement américaine Kohlberg Kravis Roberts & Co (KKR). Deux ans plus tard, et après un redressement réussi, la société d'investissement australienne Bayard Capital a repris Landis + Gyr dans son portefeuille d'entreprises afin d'en faire le leader du marché des compteurs intelligents et de le ramener un jour en bourse.
The Bayard Group a été fondé par Cameron O'Reilly, son PDG en 2008.  
En mai 2011, le groupe est racheté par Toshiba.
Le 21 juillet 2017, Landis+Gyr a été cotée à la SIX Swiss Exchange. Lors de l'introduction en bourse, les anciens actionnaires Toshiba et INCJ ont vendu toutes leurs actions.